# Wacholder-Widertonmoos

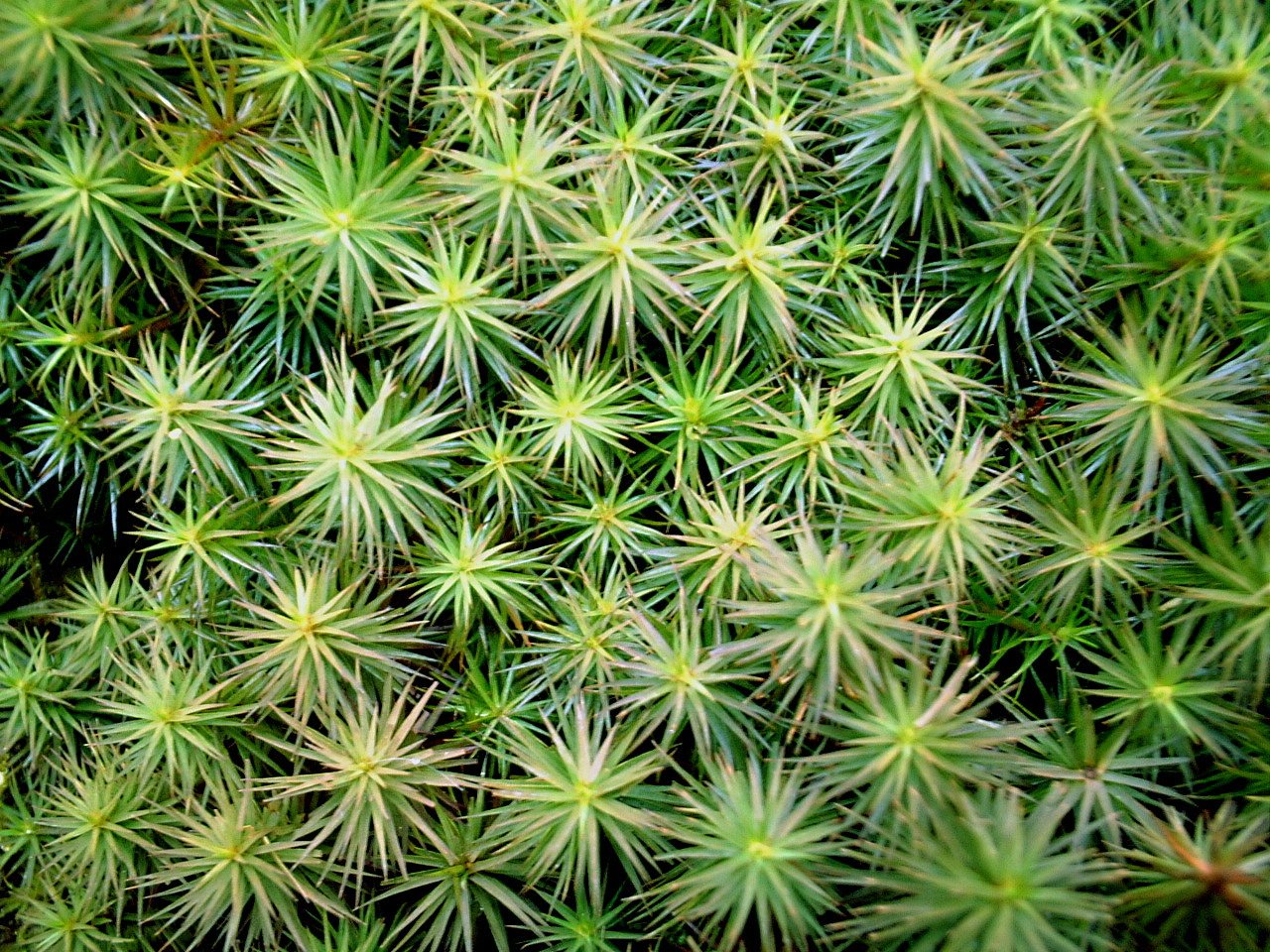
Das Wacholder-Widertonmoos von oben

Das Wacholder-Widertonmoos (Polytrichum juniperinum) ist ein Laubmoos aus der Gattung der Widertonmoose (Polytrichum).

## Beschreibung
Es wächst 2, zuweilen bis 7 Zentimeter hoch. Es bildet Rasen oder Herden. Die Blätter mit nur kurz austretender rötlicher Spitze sind allmählich zugespitzt und mindestens 1 Zentimeter lang. Die Laminaränder sind schmal. Die Blättchen sind im trockenen Zustand locker gekrümmt und dem Stängel anliegend, im feuchten Zustand abspreizend. Die Hauben sind weiß.
Es unterscheidet sich vom habituell ähnlichen Steifblättrigen Frauenhaar (Polytrichum strictum) durch größere Sporogone, das Fehlen eines dochtartigen Rhizoidenfilzes, durch größere Blätter sowie die Art der Beblätterung.

## Verbreitung und Standort
Das Moos ist weltweit von den Ebenen bis ins Hochgebirge verbreitet. Es kommt auch in tropischen Gebirgen und in den Hochalpen vor. Es wächst an sonnigen und trockenen Plätzen auf kalkfreien Sand- und Silikatschuttböden außerhalb der Kalkgebiete. Oft ist es auf Bahngeländen und ähnlichen exponierten Standorten zu finden.